# Bolzano Novarese
Pour les articles homonymes, voir Bolzano (homonymie).
Bolzano Novarese est une commune italienne de la province de Novare dans la région Piémont en Italie. 

## Administration
| Période                                  | Période | Identité | Étiquette | Qualité |
| ---------------------------------------- | ------- | -------- | --------- | ------- |
|                                          |         |          |           |         |
| Les données manquantes sont à compléter. |         |          |           |         |

### Communes limitrophes
Ameno, Gozzano, Invorio, Orta San Giulio